# Ziggy Stardust (chanson)
Pour les articles homonymes, voir Ziggy Stardust (homonymie) et Stardust.
Cet article concerne la chanson de David Bowie. Pour le personnage créé par David Bowie, voir Ziggy Stardust.
Pistes de The Rise and Fall of Ziggy Stardust and the Spiders from Mars
Hang On to Yourself Suffragette City
Ziggy Stardust est une chanson écrite et enregistrée en novembre 1971, par David Bowie pour son album The Rise and Fall of Ziggy Stardust and the Spiders from Mars sorti en juin 1972. Le terme « Stardust » a été inspiré par le chanteur et musicien américain Legendary Stardust Cowboy.
La première maquette originale de la chanson, enregistrée en février 1971, est sortie comme chanson bonus sur la réédition CD de l'album Ziggy Stardust en 1990 chez Rykodisc. Elle apparaît aussi dans le CD bonus de l'édition du 30e anniversaire de Ziggy Stardust (30th Anniversary Reissue) de 2002.
Le titre fait référence à Ziggy Stardust, le célèbre personnage fictif conçu et interprété par David Bowie au début des années 1970. Celui-ci, icône du glam rock, est au centre de l'album The Rise and Fall of Ziggy Stardust and the Spiders from Mars, sorti en 1972.
La chanson est classée 282e en 2011 par le magazine Rolling Stone dans sa liste des 500 plus grandes chansons de tous les temps. Elle est également sélectionnée par le Rock and Roll Hall of Fame, en 1995, comme l'une des « 500 chansons qui ont façonné le rock 'n' roll ». 

## Musiciens
- David Bowie – chant, guitare acoustique
- Mick Ronson – guitare électrique
- Trevor Bolder – guitare basse
- Mick Woodmansey – batterie

## Classement des ventes 2016
| Classement (2016)                     | Meilleure position |
| ------------------------------------- | ------------------ |
| États-Unis Hot Rock Songs (Billboard) | 17                 |
| France (SNEP)                         | 79                 |
| Japon (Japan Hot 100)                 | 75                 |
| Royaume-Uni (OCC)                     | 76                 |

## Reprises
La chanson a été reprise par plusieurs artistes, notamment le groupe de rock gothique Bauhaus en 1982.
Sortie en single sur le label Beggars Banquet Records, cette version s'est classée 15e au Royaume-Uni et 20e en Nouvelle-Zélande,.